# August Köhler
August Karl Johann Valentin Köhler (1866-1948) foi um professor alemão e membro da equipe inicial da Carl Zeiss AG em Jena, Alemanha. Ele é mais conhecido por seu desenvolvimento da técnica de microscopia da iluminação Köhler, um princípio importante na optimização da capacidade de resolução microscópica por iluminação uniforme do campo de visão. Esta invenção revolucionou o projeto de microscópios óticos e é amplamente utilizado nas técnicas tradicionais, bem como nas modernas técnicas de imagem digital atuais.
Junto com Moritz von Rohr, ele desenvolveu em 1904 o microscópio a ultravioleta